# ماركو رودريغيز
ماركو رودريغيز (بالإنجليزية: Marco Rodríguez)‏ هو ممثل أمريكي، ولد في 10 يوليو 1953 بلوس أنجلوس في الولايات المتحدة.

## أعمال

### أفلام
- (1994) الغراب[1]

## وصلات خارجية
- ماركو رودريغيز على موقع IMDb (الإنجليزية)
- ماركو رودريغيز على موقع قاعدة بيانات الفيلم (الإنجليزية)